# Ombella-M'Poko

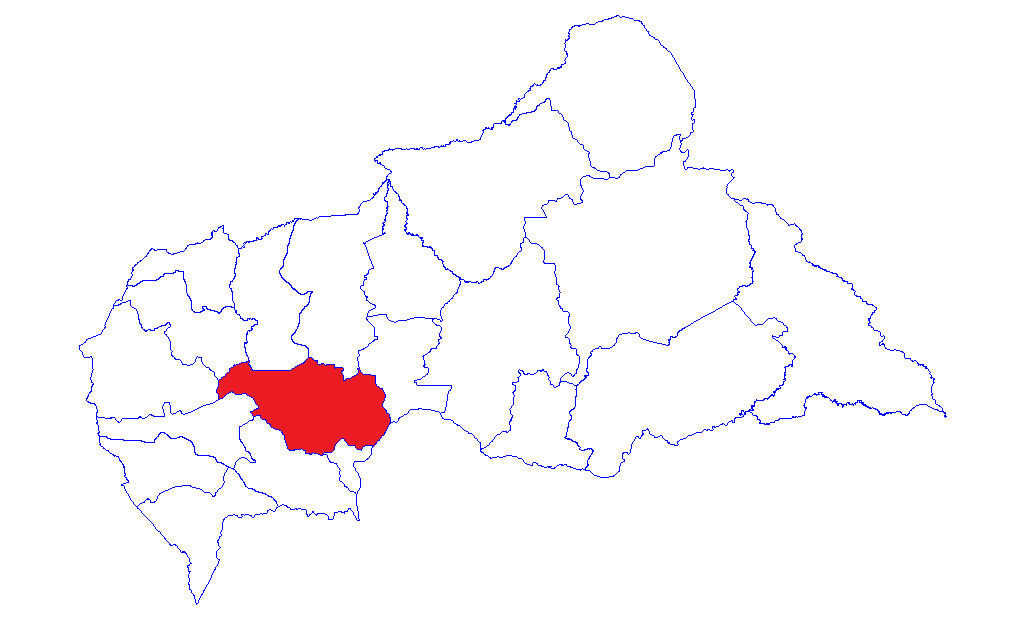
Localização de Ombella-M'Poko

Ombella-M'Poko é uma das 20 prefeituras da República Centro-Africana, tendo Boali como capital. A região abrange uma área de 28 710 km² e, de acordo com estimativas oficiais, sua população era de 292 618 habitantes em 2024. Na época do último censo oficial do país, em 2003, a população contava com 356 725 habitantes em uma área de 31 835 km². São dados anteriores a dezembro de 2020, quando a cidade de Bimbo, então capital de Ombella-M'Poko, foi separada do território e passou a integrar a prefeitura de Bangui.